# سوق السبت (شرس)

تعديل مصدري - تعديل

سوق السبت هي إحدى قرى عزلة شرس الاعلى بمديرية شرس التابعة لمحافظة حجة، بلغ تعداد سكانها 341 نسمة حسب تعداد اليمن لعام 2004.